# Pareuschema
Pareuschema là một chi bướm đêm thuộc họ Geometridae.